# 綠藻亞門
綠藻亞門（學名：Chlorophytina）是綠藻門之下的一個分支，由下列五個綱組成：
- 四爿藻纲（Chlorodendrophyceae）
- 绿藻纲（Chlorophyceae）
- 平藻纲（Pedinophyceae）
- 共球藻纲（Trebouxiophyceae）
- 石莼纲（Ulvophyceae）：包括原羽藻綱 (Bryopsidophyceae）成員。

## 參看
- UTC类群